# Francis Rawdon Chesney
Francis Rawdon Chesney, né le 16 mars 1789 et mort le 30 janvier 1872, est un général et explorateur britannique.

## Biographie
Officier d'artillerie dans l'armée britannique, il est envoyé à Constantinople en 1829, et entreprend un tournée d'inspection en Égypte et en Syrie. En 1830, après avoir pris le commandement d'une compagnie d'artillerie, il rédige un rapport sur la faisabilité d'un canal traversant l'isthme de Suez, qui sert de base aux travaux ultérieurs de Ferdinand de Lesseps. En 1831, il propose au gouvernement britannique une nouvelle route vers l'Inde, passant par l'Euphrate, qu'il juge navigable d'Anah au golfe Persique. Entre 1835 et 1837, il effectue lui-même ce voyage avec un détachement de sa compagnie et plusieurs scientifiques et ingénieurs. Il donne un compte-rendu détaillé dans plusieurs livres ; cette expédition, ainsi que ses nombreuses observations sur la région qu'il explore et les populations qui y vivent, lui valent la médaille d'or de la Royal Geographical Society en 1838.
Après sa retraite, en 1847, il effectue deux autres voyages dans l'Irak actuel, le premier en 1856, le second en 1862 ; il examine notamment la faisabilité d'un chemin de fer dans la vallée de l'Euphrate, projet approuvé par une commission de la Chambre des communes en 1871, mais qui n'est finalement pas réalisé. Il est nommé général en 1868.

## Œuvres
- Reports on the Navigation of the Euphrates, 1833
- The Expedition for the Survey of the Rivers Euphrates and Tigris, 1850
- On the Reorganization of the Royal Regiment of Artillery. By Colonel Chesney, D.C.L. and F.R.S., Royal Artillery. London: Longman, Brown, Green, and Longmans, 1851. 8vo.
- Observations on the Past and Present State of Firearms, and on the Probable Effects in War of the New Musket, 1852
- The Russo-Turkish Campaigns of 1828 and 1829, 1854
- Narrative of the Euphrates Expedition, 1868